# Helia Bravo Hollis
Helia Bravo Hollis (30 tháng 9 năm 1901 – 26 tháng 9 năm 2001) là một nhà thực vật học người México, được phân biệt với danh hiệu Nhà nghiên cứu danh dự và Tiến sĩ danh dự của Đại học Tự trị Quốc gia México UNAM. Trong nhiều năm, bà đã phát triển nghiên cứu khoa học của mình tại các Khoa nghiên cứu các chuyên ngành Khoa học của cùng một trường đại học.

## Xuất thân và Học vấn
Bà sinh ra và lớn lên ở vùng lân cận của Mixcoac ở thành phố México. Sở thích của bà đối với việc nghiên cứu sinh vật đến từ các buổi đi bộ chủ nhật với cha mẹ bà.
Mặc dù những cuộc xung đột trong cách mạng México ảnh hưởng đến gia đình bà nhưng bà đã vấn tiến hành việc học tập của mình và theo học tại trường trung học vào năm 1919.
Trường Trung học quốc gia Saint Ildefonso (National Preparatory High School) ở Thành phố México là một cơ sở rất thú vị cho bà với các giáo sư như Vicente Lombardo Toledano, Sotero Prieto, Erasmo Castellano, Antonio Caso và Isaac Ochoterena, những người đã ảnh hưởng đến sự quan tâm của Bravo đối với khoa học sinh học.
Hoàn thành tốt nghiệp trung học, bà tiếp tục học y khoa vì áp lực từ gia đình là trở thành một bác sĩ và nhà sinh vật học không có sẵn như là môn chính tại Đại học Tự trị Quốc gia México UNAM.